# Anton Wilhelm Amo
Anton Wilhelm Amo (latinsky Antonius Guilielmus Amo Afer ab Aximo in Guinea) (1703–po roce 1753) byl první známý filozof afrického původu v Německu. Narodil se v Nkubeami poblíž Aximia v dnešní Ghaně.

## Život a dílo
Amo se do Evropy dostal nejasnými cestami. Přišel z Amsterdamu Brunšvickému vévodovi a byl pokřtěn pod jeho patronací. Amo studoval ve Wittenbergu a získal zde doktorát z filozofie. Po působení v Jeně, Halle a Wolfenbüttelu se vrátil do Afriky.

## Památka
V posledních letech se v Německu objevily návrhy, aby byla po Amovi pojmenována veřejná náměstí, a v některých případech se tak již stalo (např. Stuttgart). Jeho památku připomnělo několik muzejních výstav, např. "Anton Wilhelm Amo. Mezi světy" ve Wittenbergu v roce 2024..